# 井上淳 (小説家)
井上 淳（いのうえ きよし、1952年 - ）は、日本の小説家。大阪府出身。ハードボイルドを中心に書いている。

## 経歴
経済誌記者として業界に入り、小説家としてデビュー。デビュー作の『懐かしき友へ』で第二回サントリーミステリー大賞読者賞を受賞。ハードボイルド、ミステリー、戦記など幅広いジャンルの小説を書いている。

## 作品リスト
- 懐かしき友へ―オールド・フレンズ (1984年6月)　ISBN　4163079807
- トラブルメイカー　(1985年2月)　ISBN　4334921132
- 罪深き街 （1985年9月） ISBN　9784048724265
- 殺戮者 （1985年12月） ISBN　9784334026301
- ハートブレイクシティ （1986年9月） ISBN　9784334921323
- シベリア・ゲーム(1987年5月)　ISBN　4334921396
- 冬の虎 (1988年9月)　ISBN　4803317127
- 赤い旅券(パスポート) (1989年7月)　ISBN　4106027135
- ゴルバチョフの密約(1990年4月)　ISBN　4396203209
- 伊号潜水艦―頭上の敵を撃沈せよ　(2001年6月)　ISBN　4344401085
- クレムリンの虎(1991年2月)　ISBN　4334921841
- 棄民の森(1989年2月)　ISBN　4061939661
- 世紀末の戦士(おとこ)たち(1989年12月)　ISBN　4803322317
- 苛めの時間(2009年2月)　ISBN　4309019129